# Noctuelia mesozonalis
Noctuelia mesozonalis là một loài bướm đêm trong họ Crambidae.